# Rajd Dakar 2015

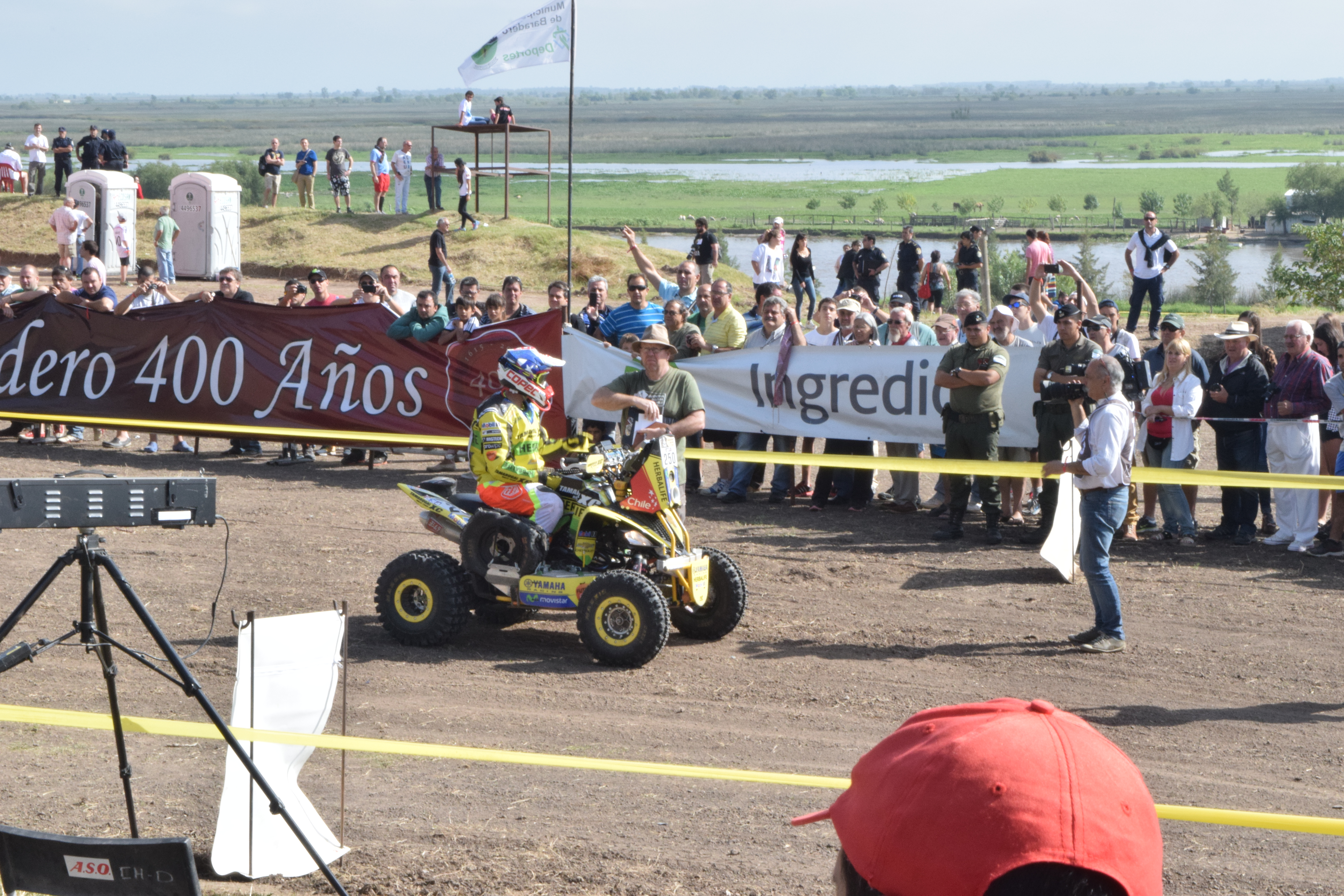
Rajd Dakar 2015

Rajd Dakar 2015 – 36. edycja Rajdu Dakar, który odbył się w dniach 4-17 stycznia 2015. Zarówno start, jak i meta rajdu miał miejsce w stolicy Argentyny, Buenos Aires. Trasa składała się z 13 etapów o łącznej długości:
- dla motocykli i quadów: 9295 km (w tym 4752 km OS),
- dla samochodów terenowych: 9111 km (w tym 4578 km OS),
- dla ciężarówek: 8159 km (w tym 3759 km OS).

Na starcie stanęło 15 Polaków (motocykle: Jakub Przygoński, Jakub Piątek, Paweł Stasiaczek, Michał Hernik, Maciej Berdysz; quady: Rafał Sonik; samochody: Krzysztof Hołowczyc, Marek Dąbrowski, Adam Małysz, Rafał Marton, Piotr Beaupre, Jacek Lisicki; ciężarówki: Dariusz Rodewald, Robert Szustkowski, Jarosław Kazberuk). W ostatniej chwili z powodów osobistych zrezygnował Jacek Czachor. Po drugim etapie wycofał się Adam Małysz, któremu spłonął samochód.
Na trasie 3. etapu, na 206 km odcinka specjalnego zginął polski motocyklista Michał Hernik. Przeprowadzona dzień po wydarzeniu sekcja zwłok wykazała, że przyczyną śmierci Polaka było przegrzanie organizmu, a nie jak wcześniej ustalono, wypadek. Krakowski kierowca debiutował na tej imprezie.

## Etapy
| Etap | Data                                                                 | Start                       | Meta                        | Motocykle/Quady | Motocykle/Quady | Motocykle/Quady | Samochody | Samochody | Samochody | Ciężarówki | Ciężarówki | Ciężarówki |
| Etap | Data                                                                 | Start                       | Meta                        | Dojazd          | OS              | Razem           | Dojazd    | OS        | Razem     | Dojazd     | OS         | Razem      |
| ---- | -------------------------------------------------------------------- | --------------------------- | --------------------------- | --------------- | --------------- | --------------- | --------- | --------- | --------- | ---------- | ---------- | ---------- |
| 1.   | 4 stycznia                                                           | Buenos Aires                | Villa Carlos Paz            | 663             | 175             | 838             | 663       | 170       | 833       | 663        | 175        | 838        |
| 2.   | 5 stycznia                                                           | Villa Carlos Paz            | San Juan                    | 107             | 518             | 625             | 107       | 518       | 625       | 315        | 331        | 646        |
| 3.   | 6 stycznia                                                           | Villa Carlos Paz            | Chilecito                   | 437             | 220             | 657             | 258       | 284       | 542       | 258        | 284        | 542        |
| 4.   | 7 stycznia                                                           | Chilecito                   | Copiapó                     | 594             | 315             | 909             | 594       | 315       | 909       | 594        | 174        | 768        |
| 5.   | 8 stycznia                                                           | Copiapó                     | Antofagasta                 | 239             | 458             | 697             | 239       | 458       | 697       | 239        | 458        | 697        |
| 6.   | 9 stycznia                                                           | Antofagasta                 | Iquique                     | 369             | 319             | 688             | 392       | 255       | 647       | 370        | 255        | 625        |
| 7.   | 10 stycznia (samochody i ciężarówki) 11 stycznia (motocykle i quady) | Iquique                     | Uyuni/ Atakama (ciężarówki) | 396             | 321             | 717             | 396       | 321       | 717       | 101        | 335        | 436        |
| 8.   | 11 stycznia (samochody i ciężarówki) 12 stycznia (motocykle i quady) | Uyuni/ Atakama (ciężarówki) | Iquique                     | 24              | 781             | 805             | 24        | 781       | 805       | 0          | 271        | 271        |
| 9.   | 13 stycznia                                                          | Iquique                     | Calama                      | 88              | 451             | 539             | 88        | 451       | 539       | 88         | 451        | 539        |
| 10.  | 14 stycznia                                                          | Calama                      | Salta                       | 520             | 371             | 891             | 501       | 359       | 860       | 501        | 359        | 860        |
| 11.  | 15 stycznia                                                          | Salta                       | Termas de Río Hondo         | 161             | 351             | 512             | 326       | 194       | 520       | 326        | 194        | 520        |
| 12.  | 16 stycznia                                                          | Termas de Río Hondo         | Rosario                     | 726             | 298             | 1024            | 726       | 298       | 1024      | 726        | 298        | 1024       |
| 13.  | 17 stycznia                                                          | Rosario                     | Buenos Aires                | 219             | 174             | 393             | 219       | 174       | 393       | 219        | 174        | 393        |

## Wyniki etapów

### Motocykle
| ETAP 1       | ETAP 1          | ETAP 1       | ETAP 1       | ETAP 1       | ETAP 1                 | ETAP 1                 | ETAP 1                 | ETAP 1                 | ETAP 1                 |
| Wyniki etapu | Wyniki etapu    | Wyniki etapu | Wyniki etapu | Wyniki etapu | Klasyfikacja generalna | Klasyfikacja generalna | Klasyfikacja generalna | Klasyfikacja generalna | Klasyfikacja generalna |
| Miejsce      | Zawodnik        | Marka        | Czas         | Strata       | Miejsce                | Zawodnik               | Marka                  | Czas                   | Strata                 |
| ------------ | --------------- | ------------ | ------------ | ------------ | ---------------------- | ---------------------- | ---------------------- | ---------------------- | ---------------------- |
| 1.           | Sam Sunderland  | KTM          | 1:18:57      | –            | 1.                     | Sam Sunderland         | KTM                    | 1:18:57                | –                      |
| 2.           | Paulo Gonçalves | Honda        | 1:19:02      | +0:05        | 2.                     | Paulo Gonçalves        | Honda                  | 1:19:02                | +0:05                  |
| 3.           | Marc Coma       | KTM          | 1:20:09      | +1:12        | 3.                     | Marc Coma              | KTM                    | 1:20:09                | +1:12                  |

| ETAP 2       | ETAP 2            | ETAP 2       | ETAP 2       | ETAP 2       | ETAP 2                 | ETAP 2                 | ETAP 2                 | ETAP 2                 | ETAP 2                 |
| Wyniki etapu | Wyniki etapu      | Wyniki etapu | Wyniki etapu | Wyniki etapu | Klasyfikacja generalna | Klasyfikacja generalna | Klasyfikacja generalna | Klasyfikacja generalna | Klasyfikacja generalna |
| Miejsce      | Zawodnik          | Marka        | Czas         | Strata       | Miejsce                | Zawodnik               | Marka                  | Czas                   | Strata                 |
| ------------ | ----------------- | ------------ | ------------ | ------------ | ---------------------- | ---------------------- | ---------------------- | ---------------------- | ---------------------- |
| 1.           | Joan Barreda Bort | Honda        | 5:46:06      | –            | 1.                     | Joan Barreda Bort      | Honda                  | 7:06:44                | –                      |
| 2.           | Paulo Gonçalves   | Honda        | 5:52:19      | +6:13        | 2.                     | Paulo Gonçalves        | Honda                  | 7:11:21                | +4:37                  |
| 3.           | Ruben Faria       | KTM          | 5:55:22      | +9:16        | 3.                     | Ruben Faria            | KTM                    | 7:17:21                | +10:37                 |

| ETAP 3       | ETAP 3            | ETAP 3       | ETAP 3       | ETAP 3       | ETAP 3                 | ETAP 3                 | ETAP 3                 | ETAP 3                 | ETAP 3                 |
| Wyniki etapu | Wyniki etapu      | Wyniki etapu | Wyniki etapu | Wyniki etapu | Klasyfikacja generalna | Klasyfikacja generalna | Klasyfikacja generalna | Klasyfikacja generalna | Klasyfikacja generalna |
| Miejsce      | Zawodnik          | Marka        | Czas         | Strata       | Miejsce                | Zawodnik               | Marka                  | Czas                   | Strata                 |
| ------------ | ----------------- | ------------ | ------------ | ------------ | ---------------------- | ---------------------- | ---------------------- | ---------------------- | ---------------------- |
| 1.           | Matthias Walkner  | KTM          | 2:34:28      | –            | 1.                     | Joan Barreda Bort      | Honda                  | 9:43:05                | –                      |
| 2.           | Marc Coma         | KTM          | 2:35:08      | +0:40        | 2.                     | Paulo Gonçalves        | Honda                  | 9:48:38                | +5:33                  |
| 3.           | Joan Barreda Bort | Honda        | 2:36:21      | +1:53        | 3.                     | Matthias Walkner       | KTM                    | 9:53:38                | +10:33                 |

| ETAP 4       | ETAP 4            | ETAP 4       | ETAP 4       | ETAP 4       | ETAP 4                 | ETAP 4                 | ETAP 4                 | ETAP 4                 | ETAP 4                 |
| Wyniki etapu | Wyniki etapu      | Wyniki etapu | Wyniki etapu | Wyniki etapu | Klasyfikacja generalna | Klasyfikacja generalna | Klasyfikacja generalna | Klasyfikacja generalna | Klasyfikacja generalna |
| Miejsce      | Zawodnik          | Marka        | Czas         | Strata       | Miejsce                | Zawodnik               | Marka                  | Czas                   | Strata                 |
| ------------ | ----------------- | ------------ | ------------ | ------------ | ---------------------- | ---------------------- | ---------------------- | ---------------------- | ---------------------- |
| 1.           | Joan Barreda Bort | HONDA        | 3:27:28      | –            | 1.                     | Joan Barreda Bort      | KTM                    | 13:10:33               | –                      |
| 2.           | Marc Coma         | KTM          | 3:29:27      | +1:59        | 2.                     | Marc Coma              | KTM                    | 13:23:22               | +12:49                 |
| 3.           | Pablo Quintanilla | KTM          | 3:30:17      | +2:49        | 3.                     | Paulo Gonçalves        | Honda                  | 13:31:02               | +20:29                 |

| ETAP 5       | ETAP 5            | ETAP 5       | ETAP 5       | ETAP 5       | ETAP 5                 | ETAP 5                 | ETAP 5                 | ETAP 5                 | ETAP 5                 |
| Wyniki etapu | Wyniki etapu      | Wyniki etapu | Wyniki etapu | Wyniki etapu | Klasyfikacja generalna | Klasyfikacja generalna | Klasyfikacja generalna | Klasyfikacja generalna | Klasyfikacja generalna |
| Miejsce      | Zawodnik          | Marka        | Czas         | Strata       | Miejsce                | Zawodnik               | Marka                  | Czas                   | Strata                 |
| ------------ | ----------------- | ------------ | ------------ | ------------ | ---------------------- | ---------------------- | ---------------------- | ---------------------- | ---------------------- |
| 1.           | Marc Coma         | KTM          | 4:38:16      | –            | 1.                     | Joan Barreda Bort      | Honda                  | 17:51:05               | –                      |
| 2.           | Joan Barreda Bort | Honda        | 4:40:32      | +2:16        | 2.                     | Marc Coma              | KTM                    | 18:01:38               | +10:33                 |
| 3.           | Pablo Quintanilla | KTM          | 4:40:56      | +2:40        | 3.                     | Paulo Gonçalves        | Honda                  | 18:13:55               | +22:50                 |

| ETAP 6       | ETAP 6           | ETAP 6       | ETAP 6       | ETAP 6       | ETAP 6                 | ETAP 6                 | ETAP 6                 | ETAP 6                 | ETAP 6                 |
| Wyniki etapu | Wyniki etapu     | Wyniki etapu | Wyniki etapu | Wyniki etapu | Klasyfikacja generalna | Klasyfikacja generalna | Klasyfikacja generalna | Klasyfikacja generalna | Klasyfikacja generalna |
| Miejsce      | Zawodnik         | Marka        | Czas         | Strata       | Miejsce                | Zawodnik               | Marka                  | Czas                   | Strata                 |
| ------------ | ---------------- | ------------ | ------------ | ------------ | ---------------------- | ---------------------- | ---------------------- | ---------------------- | ---------------------- |
| 1.           | Helder Rodrigues | Honda        | 3:40:10      | –            | 1.                     | Joan Barreda Bort      | Honda                  | 21:38:35               | –                      |
| 2.           | Toby Price       | KTM          | 3:41:20      | +1:10        | 2.                     | Marc Coma              | KTM                    | 21:51:02               | +12:27                 |
| 3.           | Paulo Gonçalves  | Honda        | 3:41:52      | +1:42        | 3.                     | Paulo Gonçalves        | Honda                  | 21:55:47               | +17:12                 |

| ETAP 7       | ETAP 7           | ETAP 7       | ETAP 7       | ETAP 7       | ETAP 7                 | ETAP 7                 | ETAP 7                 | ETAP 7                 | ETAP 7                 |
| Wyniki etapu | Wyniki etapu     | Wyniki etapu | Wyniki etapu | Wyniki etapu | Klasyfikacja generalna | Klasyfikacja generalna | Klasyfikacja generalna | Klasyfikacja generalna | Klasyfikacja generalna |
| Miejsce      | Zawodnik         | Marka        | Czas         | Strata       | Miejsce                | Zawodnik               | Marka                  | Czas                   | Strata                 |
| ------------ | ---------------- | ------------ | ------------ | ------------ | ---------------------- | ---------------------- | ---------------------- | ---------------------- | ---------------------- |
| 1.           | Paulo Gonçalves  | Honda        | 3:56:00      | –            | 1.                     | Joan Barreda Bort      | Honda                  | 25:40:48               | –                      |
| 2.           | Marc Coma        | KTM          | 3:56:14      | +0:14        | 2.                     | Marc Coma              | KTM                    | 25:47:16               | +6:28                  |
| 3.           | Matthias Walkner | KTM          | 3:56:30      | +0:30        | 3.                     | Paulo Gonçalves        | Honda                  | 25:51:47               | +10:59                 |

| ETAP 8       | ETAP 8            | ETAP 8       | ETAP 8       | ETAP 8       | ETAP 8                 | ETAP 8                 | ETAP 8                 | ETAP 8                 | ETAP 8                 |
| Wyniki etapu | Wyniki etapu      | Wyniki etapu | Wyniki etapu | Wyniki etapu | Klasyfikacja generalna | Klasyfikacja generalna | Klasyfikacja generalna | Klasyfikacja generalna | Klasyfikacja generalna |
| Miejsce      | Zawodnik          | Marka        | Czas         | Strata       | Miejsce                | Zawodnik               | Marka                  | Czas                   | Strata                 |
| ------------ | ----------------- | ------------ | ------------ | ------------ | ---------------------- | ---------------------- | ---------------------- | ---------------------- | ---------------------- |
| 1.           | Pablo Quintanilla | KTM          | 2:56:19      | –            | 1.                     | Marc Coma              | KTM                    | 28:51:12               | –                      |
| 2.           | Juan Pedrero      | Yamaha       | 2:56:30      | +0:11        | 2.                     | Paulo Gonçalves        | Honda                  | 29:00:23               | +9:11                  |
| 3.           | Štefan Svitko     | KTM          | 2:56:31      | +0:12        | 3.                     | Pablo Quintanilla      | KTM                    | 29:02:23               | +11:11                 |

| ETAP 9       | ETAP 9           | ETAP 9       | ETAP 9       | ETAP 9       | ETAP 9                 | ETAP 9                 | ETAP 9                 | ETAP 9                 | ETAP 9                 |
| Wyniki etapu | Wyniki etapu     | Wyniki etapu | Wyniki etapu | Wyniki etapu | Klasyfikacja generalna | Klasyfikacja generalna | Klasyfikacja generalna | Klasyfikacja generalna | Klasyfikacja generalna |
| Miejsce      | Zawodnik         | Marka        | Czas         | Strata       | Miejsce                | Zawodnik               | Marka                  | Czas                   | Strata                 |
| ------------ | ---------------- | ------------ | ------------ | ------------ | ---------------------- | ---------------------- | ---------------------- | ---------------------- | ---------------------- |
| 1.           | Helder Rodrigues | Honda        | 5:06:14      | –            | 1.                     | Marc Coma              | KTM                    | 34:05:00               | –                      |
| 2.           | Paulo Gonçalves  | Honda        | 5:10:05      | +3:51        | 2.                     | Paulo Gonçalves        | Honda                  | 34:10:28               | +5:28                  |
| 3.           | Marc Coma        | KTM          | 5:13:48      | +7:34        | 3.                     | Pablo Quintanilla      | KTM                    | 34:31:52               | +26:52                 |

| ETAP 10      | ETAP 10           | ETAP 10      | ETAP 10      | ETAP 10      | ETAP 10                | ETAP 10                | ETAP 10                | ETAP 10                | ETAP 10                |
| Wyniki etapu | Wyniki etapu      | Wyniki etapu | Wyniki etapu | Wyniki etapu | Klasyfikacja generalna | Klasyfikacja generalna | Klasyfikacja generalna | Klasyfikacja generalna | Klasyfikacja generalna |
| Miejsce      | Zawodnik          | Marka        | Czas         | Strata       | Miejsce                | Zawodnik               | Marka                  | Czas                   | Strata                 |
| ------------ | ----------------- | ------------ | ------------ | ------------ | ---------------------- | ---------------------- | ---------------------- | ---------------------- | ---------------------- |
| 1.           | Joan Barreda Bort | Honda        | 4:07:11      | –            | 1.                     | Marc Coma              | KTM                    | 38:13:50               | –                      |
| 2.           | Marc Coma         | KTM          | 4:08:50      | +1:39        | 2.                     | Paulo Gonçalves        | Honda                  | 38:21:25               | +7:35                  |
| 3.           | Ruben Faria       | KTM          | 4:09:08      | +1:57        | 3.                     | Pablo Quintanilla      | KTM                    | 38:45:32               | +11:42                 |

| ETAP 11      | ETAP 11      | ETAP 11      | ETAP 11      | ETAP 11      | ETAP 11                | ETAP 11                | ETAP 11                | ETAP 11                | ETAP 11                |
| Wyniki etapu | Wyniki etapu | Wyniki etapu | Wyniki etapu | Wyniki etapu | Klasyfikacja generalna | Klasyfikacja generalna | Klasyfikacja generalna | Klasyfikacja generalna | Klasyfikacja generalna |
| Miejsce      | Zawodnik     | Marka        | Czas         | Strata       | Miejsce                | Zawodnik               | Marka                  | Czas                   | Strata                 |
| ------------ | ------------ | ------------ | ------------ | ------------ | ---------------------- | ---------------------- | ---------------------- | ---------------------- | ---------------------- |
| 1.           | Ivan Jakeš   | KTM          | 3:28:08      | –            | 1.                     | Marc Coma              | KTM                    | 41:43:03               | –                      |
| 2.           | Ruben Faria  | KTM          | 3:28:16      | +0:08        | 2.                     | Paulo Gonçalves        | Honda                  | 42:04:15               | +21:12                 |
| 3.           | Toby Price   | KTM          | 3:28:50      | +0:42        | 3.                     | Toby Price             | KTM                    | 42:14:46               | +31:43                 |

| ETAP 12      | ETAP 12           | ETAP 12      | ETAP 12      | ETAP 12      | ETAP 12                | ETAP 12                | ETAP 12                | ETAP 12                | ETAP 12                |
| Wyniki etapu | Wyniki etapu      | Wyniki etapu | Wyniki etapu | Wyniki etapu | Klasyfikacja generalna | Klasyfikacja generalna | Klasyfikacja generalna | Klasyfikacja generalna | Klasyfikacja generalna |
| Miejsce      | Zawodnik          | Marka        | Czas         | Strata       | Miejsce                | Zawodnik               | Marka                  | Czas                   | Strata                 |
| ------------ | ----------------- | ------------ | ------------ | ------------ | ---------------------- | ---------------------- | ---------------------- | ---------------------- | ---------------------- |
| 1.           | Toby Price        | KTM          | 3:19:04      | –            | 1.                     | Marc Coma              | KTM                    | 45:08:32               | –                      |
| 2.           | Joan Barreda Bort | Honda        | 3:20:59      | +1:55        | 2.                     | Paulo Gonçalves        | Honda                  | 45:26:21               | +17:49                 |
| 3.           | Paulo Gonçalves   | Honda        | 3:22:06      | +3:02        | 3.                     | Toby Price             | KTM                    | 45:33:50               | +25:18                 |

| ETAP 13      | ETAP 13       | ETAP 13      | ETAP 13      | ETAP 13      | ETAP 13                | ETAP 13                | ETAP 13                | ETAP 13                | ETAP 13                |
| Wyniki etapu | Wyniki etapu  | Wyniki etapu | Wyniki etapu | Wyniki etapu | Klasyfikacja generalna | Klasyfikacja generalna | Klasyfikacja generalna | Klasyfikacja generalna | Klasyfikacja generalna |
| Miejsce      | Zawodnik      | Marka        | Czas         | Strata       | Miejsce                | Zawodnik               | Marka                  | Czas                   | Strata                 |
| ------------ | ------------- | ------------ | ------------ | ------------ | ---------------------- | ---------------------- | ---------------------- | ---------------------- | ---------------------- |
| 1.           | Ivan Jakeš    | KTM          | 52:06        | –            | 1.                     | Marc Coma              | KTM                    | 46:03:49               | –                      |
| 2.           | Štefan Svitko | KTM          | 52:51        | +0:45        | 2.                     | Paulo Gonçalves        | Honda                  | 46:20:42               | +16:53                 |
| 3.           | Toby Price    | KTM          | 53:13        | +1:07        | 3.                     | Toby Price             | KTM                    | 46:27:03               | +23:14                 |

### Quady
| ETAP 1       | ETAP 1          | ETAP 1       | ETAP 1       | ETAP 1       | ETAP 1                 | ETAP 1                 | ETAP 1                 | ETAP 1                 | ETAP 1                 |
| Wyniki etapu | Wyniki etapu    | Wyniki etapu | Wyniki etapu | Wyniki etapu | Klasyfikacja generalna | Klasyfikacja generalna | Klasyfikacja generalna | Klasyfikacja generalna | Klasyfikacja generalna |
| Miejsce      | Zawodnik        | Marka        | Czas         | Strata       | Miejsce                | Zawodnik               | Marka                  | Czas                   | Strata                 |
| ------------ | --------------- | ------------ | ------------ | ------------ | ---------------------- | ---------------------- | ---------------------- | ---------------------- | ---------------------- |
| 1.           | Ignacio Casale  | Yamaha       | 1:37:08      | –            | 1.                     | Ignacio Casale         | Yamaha                 | 1:37:08                | –                      |
| 2.           | Rafał Sonik     | Yamaha       | 1:38:15      | +1:07        | 2.                     | Rafał Sonik            | Yamaha                 | 1:38:15                | +1:07                  |
| 3.           | Sergio Lafuente | Yamaha       | 1:38:31      | +1:23        | 3.                     | Sergio Lafuente        | Yamaha                 | 1:38:31                | +1:23                  |

| ETAP 2       | ETAP 2          | ETAP 2       | ETAP 2       | ETAP 2       | ETAP 2                 | ETAP 2                 | ETAP 2                 | ETAP 2                 | ETAP 2                 |
| Wyniki etapu | Wyniki etapu    | Wyniki etapu | Wyniki etapu | Wyniki etapu | Klasyfikacja generalna | Klasyfikacja generalna | Klasyfikacja generalna | Klasyfikacja generalna | Klasyfikacja generalna |
| Miejsce      | Zawodnik        | Marka        | Czas         | Strata       | Miejsce                | Zawodnik               | Marka                  | Czas                   | Strata                 |
| ------------ | --------------- | ------------ | ------------ | ------------ | ---------------------- | ---------------------- | ---------------------- | ---------------------- | ---------------------- |
| 1.           | Rafał Sonik     | Yamaha       | 6:49:24      | –            | 1.                     | Rafał Sonik            | Yamaha                 | 8:27:39                | –                      |
| 2.           | Ignacio Casale  | Yamaha       | 6:52:57      | +3:33        | 2.                     | Ignacio Casale         | Yamaha                 | 8:30:05                | +2:26                  |
| 3.           | Sergio Lafuente | Yamaha       | 6:53:38      | +4:14        | 3.                     | Sergio Lafuente        | Yamaha                 | 8:32:09                | +4:30                  |

| ETAP 3       | ETAP 3            | ETAP 3       | ETAP 3       | ETAP 3       | ETAP 3                 | ETAP 3                 | ETAP 3                 | ETAP 3                 | ETAP 3                 |
| Wyniki etapu | Wyniki etapu      | Wyniki etapu | Wyniki etapu | Wyniki etapu | Klasyfikacja generalna | Klasyfikacja generalna | Klasyfikacja generalna | Klasyfikacja generalna | Klasyfikacja generalna |
| Miejsce      | Zawodnik          | Marka        | Czas         | Strata       | Miejsce                | Zawodnik               | Marka                  | Czas                   | Strata                 |
| ------------ | ----------------- | ------------ | ------------ | ------------ | ---------------------- | ---------------------- | ---------------------- | ---------------------- | ---------------------- |
| 1.           | Lucas Bonetto     | Honda        | 3:08:27      | –            | 1.                     | Sergio Lafuente        | Yamaha                 | 11:43:15               | –                      |
| 2.           | Sebastian Halpern | Yamaha       | 3:09:25      | +0:58        | 2.                     | Ignacio Casale         | Yamaha                 | 11:43:56               | +0:41                  |
| 3.           | Rafał Sonik       | Yamaha       | 3:10:41      | +2:14        | 3.                     | Sebastian Halpern      | Yamaha                 | 11:50:43               | +7:28                  |

| ETAP 4       | ETAP 4            | ETAP 4       | ETAP 4       | ETAP 4       | ETAP 4                 | ETAP 4                 | ETAP 4                 | ETAP 4                 | ETAP 4                 |
| Wyniki etapu | Wyniki etapu      | Wyniki etapu | Wyniki etapu | Wyniki etapu | Klasyfikacja generalna | Klasyfikacja generalna | Klasyfikacja generalna | Klasyfikacja generalna | Klasyfikacja generalna |
| Miejsce      | Zawodnik          | Marka        | Czas         | Strata       | Miejsce                | Zawodnik               | Marka                  | Czas                   | Strata                 |
| ------------ | ----------------- | ------------ | ------------ | ------------ | ---------------------- | ---------------------- | ---------------------- | ---------------------- | ---------------------- |
| 1.           | Rafał Sonik       | Yamaha       | 4:11:35      | –            | 1.                     | Rafał Sonik            | Yamaha                 | 16:04:55               | –                      |
| 2.           | Ignacio Casale    | Yamaha       | 4:15:01      | +3:26        | 2.                     | Sergio Lafuente        | Yamaha                 | 16:08:44               | +3:49                  |
| 3.           | Mohammed Abu-Issa | Honda        | 4:24:49      | +13:14       | 3.                     | Ignacio Casale         | Yamaha                 | 16:18:27               | +13:32                 |

| ETAP 5       | ETAP 5                    | ETAP 5       | ETAP 5       | ETAP 5       | ETAP 5                 | ETAP 5                 | ETAP 5                 | ETAP 5                 | ETAP 5                 |
| Wyniki etapu | Wyniki etapu              | Wyniki etapu | Wyniki etapu | Wyniki etapu | Klasyfikacja generalna | Klasyfikacja generalna | Klasyfikacja generalna | Klasyfikacja generalna | Klasyfikacja generalna |
| Miejsce      | Zawodnik                  | Marka        | Czas         | Strata       | Miejsce                | Zawodnik               | Marka                  | Czas                   | Strata                 |
| ------------ | ------------------------- | ------------ | ------------ | ------------ | ---------------------- | ---------------------- | ---------------------- | ---------------------- | ---------------------- |
| 1.           | Rafał Sonik               | Yamaha       | 5:47:46      | –            | 1.                     | Rafał Sonik            | Yamaha                 | 21:52:41               | –                      |
| 2.           | Ignacio Casale            | Yamaha       | 5:58:37      | +10:51       | 2.                     | Ignacio Casale         | Yamaha                 | 22:17:04               | +24:23                 |
| 3.           | Jeremias González Ferioli | Yamaha       | 6:09:27      | +21:41       | 3.                     | Sergio Lafuente        | Yamaha                 | 22:19:01               | +26:20                 |

| ETAP 6       | ETAP 6          | ETAP 6       | ETAP 6       | ETAP 6       | ETAP 6                 | ETAP 6                 | ETAP 6                 | ETAP 6                 | ETAP 6                 |
| Wyniki etapu | Wyniki etapu    | Wyniki etapu | Wyniki etapu | Wyniki etapu | Klasyfikacja generalna | Klasyfikacja generalna | Klasyfikacja generalna | Klasyfikacja generalna | Klasyfikacja generalna |
| Miejsce      | Zawodnik        | Marka        | Czas         | Strata       | Miejsce                | Zawodnik               | Marka                  | Czas                   | Strata                 |
| ------------ | --------------- | ------------ | ------------ | ------------ | ---------------------- | ---------------------- | ---------------------- | ---------------------- | ---------------------- |
| 1.           | Ignacio Casale  | Yamaha       | 4:21:52      | –            | 1.                     | Rafał Sonik            | Yamaha                 | 26:22:48               | –                      |
| 2.           | Rafał Sonik     | Yamaha       | 4:30:07      | +8:15        | 2.                     | Ignacio Casale         | Yamaha                 | 26:38:56               | +16:08                 |
| 3.           | Sergio Lafuente | Yamaha       | 4:45:00      | +23:08       | 3.                     | Sergio Lafuente        | Yamaha                 | 27:04:01               | +41:13                 |

| ETAP 7       | ETAP 7                          | ETAP 7       | ETAP 7       | ETAP 7       | ETAP 7                 | ETAP 7                 | ETAP 7                 | ETAP 7                 | ETAP 7                 |
| Wyniki etapu | Wyniki etapu                    | Wyniki etapu | Wyniki etapu | Wyniki etapu | Klasyfikacja generalna | Klasyfikacja generalna | Klasyfikacja generalna | Klasyfikacja generalna | Klasyfikacja generalna |
| Miejsce      | Zawodnik                        | Marka        | Czas         | Strata       | Miejsce                | Zawodnik               | Marka                  | Czas                   | Strata                 |
| ------------ | ------------------------------- | ------------ | ------------ | ------------ | ---------------------- | ---------------------- | ---------------------- | ---------------------- | ---------------------- |
| 1.           | Nelson Augusto Sanabria Galeano | Yamaha       | 5:22:12      | –            | 1.                     | Rafał Sonik            | Yamaha                 | 31:50:46               | –                      |
| 2.           | Rafał Sonik                     | Yamaha       | 5:27:58      | +5:46        | 2.                     | Ignacio Casale         | Yamaha                 | 32:22:47               | +21:59                 |
| 3.           | Ignacio Casale                  | Yamaha       | 5:33:49      | +11:37       | 3.                     | Sergio Lafuente        | Yamaha                 | 32:58:46               | +1:08:00               |

| ETAP 8       | ETAP 8                    | ETAP 8       | ETAP 8       | ETAP 8       | ETAP 8                 | ETAP 8                 | ETAP 8                 | ETAP 8                 | ETAP 8                 |
| Wyniki etapu | Wyniki etapu              | Wyniki etapu | Wyniki etapu | Wyniki etapu | Klasyfikacja generalna | Klasyfikacja generalna | Klasyfikacja generalna | Klasyfikacja generalna | Klasyfikacja generalna |
| Miejsce      | Zawodnik                  | Marka        | Czas         | Strata       | Miejsce                | Zawodnik               | Marka                  | Czas                   | Strata                 |
| ------------ | ------------------------- | ------------ | ------------ | ------------ | ---------------------- | ---------------------- | ---------------------- | ---------------------- | ---------------------- |
| 1.           | Jeremias González Ferioli | Yamaha       | 3:43:35      | –            | 1.                     | Ignacio Casale         | Yamaha                 | 36:04:14               | –                      |
| 2.           | Ignacio Casale            | Yamaha       | 3:51:29      | +7:54        | 2.                     | Rafał Sonik            | Yamaha                 | 36:11:03               | +6:49                  |
| 3.           | Sergio Lafuente           | Yamaha       | 3:54:39      | +11:04       | 3.                     | Sergio Lafuente        | Yamaha                 | 36:53:25               | +49:11                 |

| ETAP 9       | ETAP 9                       | ETAP 9       | ETAP 9       | ETAP 9       | ETAP 9                 | ETAP 9                 | ETAP 9                 | ETAP 9                 | ETAP 9                 |
| Wyniki etapu | Wyniki etapu                 | Wyniki etapu | Wyniki etapu | Wyniki etapu | Klasyfikacja generalna | Klasyfikacja generalna | Klasyfikacja generalna | Klasyfikacja generalna | Klasyfikacja generalna |
| Miejsce      | Zawodnik                     | Marka        | Czas         | Strata       | Miejsce                | Zawodnik               | Marka                  | Czas                   | Strata                 |
| ------------ | ---------------------------- | ------------ | ------------ | ------------ | ---------------------- | ---------------------- | ---------------------- | ---------------------- | ---------------------- |
| 1.           | Víctor Manuel Gallegos Lozic | Honda        | 6:31:46      | –            | 1.                     | Rafał Sonik            | Yamaha                 | 42:58:24               | –                      |
| 2.           | Rafał Sonik                  | Yamaha       | 6:47:21      | +15:35       | 2.                     | Ignacio Casale         | Yamaha                 | 43:02:24               | +4:00                  |
| 3.           | Sergio Lafuente              | Yamaha       | 6:57:15      | +25:29       | 3.                     | Sergio Lafuente        | Yamaha                 | 43:50:40               | +52:16                 |

| ETAP 10      | ETAP 10                         | ETAP 10      | ETAP 10      | ETAP 10      | ETAP 10                | ETAP 10                   | ETAP 10                | ETAP 10                | ETAP 10                |
| Wyniki etapu | Wyniki etapu                    | Wyniki etapu | Wyniki etapu | Wyniki etapu | Klasyfikacja generalna | Klasyfikacja generalna    | Klasyfikacja generalna | Klasyfikacja generalna | Klasyfikacja generalna |
| Miejsce      | Zawodnik                        | Marka        | Czas         | Strata       | Miejsce                | Zawodnik                  | Marka                  | Czas                   | Strata                 |
| ------------ | ------------------------------- | ------------ | ------------ | ------------ | ---------------------- | ------------------------- | ---------------------- | ---------------------- | ---------------------- |
| 1.           | Nelson Augusto Sanabria Galeano | Yamaha       | 4:58:29      | –            | 1.                     | Rafał Sonik               | Yamaha                 | 48:02:07               | –                      |
| 2.           | Jeremias González Ferioli       | Yamaha       | 5:01:39      | +3:10        | 2.                     | Jeremias González Ferioli | Yamaha                 | 50:53:46               | +2:51:39               |
| 3.           | Walter Nosiglia                 | Honda        | 5:02:29      | +4:00        | 3.                     | Walter Nosiglia           | Honda                  | 51:46:32               | +3:44:25               |

| ETAP 11      | ETAP 11                         | ETAP 11      | ETAP 11      | ETAP 11      | ETAP 11                | ETAP 11                   | ETAP 11                | ETAP 11                | ETAP 11                |
| Wyniki etapu | Wyniki etapu                    | Wyniki etapu | Wyniki etapu | Wyniki etapu | Klasyfikacja generalna | Klasyfikacja generalna    | Klasyfikacja generalna | Klasyfikacja generalna | Klasyfikacja generalna |
| Miejsce      | Zawodnik                        | Marka        | Czas         | Strata       | Miejsce                | Zawodnik                  | Marka                  | Czas                   | Strata                 |
| ------------ | ------------------------------- | ------------ | ------------ | ------------ | ---------------------- | ------------------------- | ---------------------- | ---------------------- | ---------------------- |
| 1.           | Christophe Declerck             | Yamaha       | 3:56:39      | –            | 1.                     | Rafał Sonik               | Yamaha                 | 52:07:58               | –                      |
| 2.           | Nelson Augusto Sanabria Galeano | Yamaha       | 4:03:14      | +6:35        | 2.                     | Jeremias González Ferioli | Yamaha                 | 54:57:59               | +2:50:01               |
| 3.           | Walter Nosiglia                 | Honda        | 4:03:29      | +6:50        | 3.                     | Walter Nosiglia           | Honda                  | 55:50:01               | +3:42:03               |

| ETAP 12      | ETAP 12                         | ETAP 12      | ETAP 12      | ETAP 12      | ETAP 12                | ETAP 12                   | ETAP 12                | ETAP 12                | ETAP 12                |
| Wyniki etapu | Wyniki etapu                    | Wyniki etapu | Wyniki etapu | Wyniki etapu | Klasyfikacja generalna | Klasyfikacja generalna    | Klasyfikacja generalna | Klasyfikacja generalna | Klasyfikacja generalna |
| Miejsce      | Zawodnik                        | Marka        | Czas         | Strata       | Miejsce                | Zawodnik                  | Marka                  | Czas                   | Strata                 |
| ------------ | ------------------------------- | ------------ | ------------ | ------------ | ---------------------- | ------------------------- | ---------------------- | ---------------------- | ---------------------- |
| 1.           | Christophe Declerck             | Yamaha       | 3:47:15      | –            | 1.                     | Rafał Sonik               | Yamaha                 | 56:05:18               | –                      |
| 2.           | Nelson Augusto Sanabria Galeano | Yamaha       | 3:54:24      | +7:09        | 2.                     | Jeremias González Ferioli | Yamaha                 | 58:57:35               | +2:52:17               |
| 3.           | Walter Nosiglia                 | Honda        | 3:56:46      | +9:31        | 3.                     | Walter Nosiglia           | Honda                  | 59:46:47               | +3:41:29               |

| ETAP 13      | ETAP 13             | ETAP 13      | ETAP 13      | ETAP 13      | ETAP 13                | ETAP 13                   | ETAP 13                | ETAP 13                | ETAP 13                |
| Wyniki etapu | Wyniki etapu        | Wyniki etapu | Wyniki etapu | Wyniki etapu | Klasyfikacja generalna | Klasyfikacja generalna    | Klasyfikacja generalna | Klasyfikacja generalna | Klasyfikacja generalna |
| Miejsce      | Zawodnik            | Marka        | Czas         | Strata       | Miejsce                | Zawodnik                  | Marka                  | Czas                   | Strata                 |
| ------------ | ------------------- | ------------ | ------------ | ------------ | ---------------------- | ------------------------- | ---------------------- | ---------------------- | ---------------------- |
| 1.           | Willem Saaijman     | Yamaha       | 1:05:05      | –            | 1.                     | Rafał Sonik               | Yamaha                 | 57:18:39               | –                      |
| 2.           | Christophe Declerck | Yamaha       | 1:05:11      | +0:06        | 2.                     | Jeremias González Ferioli | Yamaha                 | 60:13:29               | +2:24:50               |
| 3.           | Daniel Domaszewski  | Honda        | 1:05:14      | +0:09        | 3.                     | Walter Nosiglia           | Honda                  | 61:01:35               | +3:42:56               |

### Samochody
| ETAP 1       | ETAP 1                                | ETAP 1       | ETAP 1       | ETAP 1       | ETAP 1                 | ETAP 1                                | ETAP 1                 | ETAP 1                 | ETAP 1                 |
| Wyniki etapu | Wyniki etapu                          | Wyniki etapu | Wyniki etapu | Wyniki etapu | Klasyfikacja generalna | Klasyfikacja generalna                | Klasyfikacja generalna | Klasyfikacja generalna | Klasyfikacja generalna |
| Miejsce      | Zawodnik                              | Marka        | Czas         | Strata       | Miejsce                | Zawodnik                              | Marka                  | Czas                   | Strata                 |
| ------------ | ------------------------------------- | ------------ | ------------ | ------------ | ---------------------- | ------------------------------------- | ---------------------- | ---------------------- | ---------------------- |
| 1.           | Orlando Terranova Bernardo Graue      | Mini         | 1:13:12      | –            | 1.                     | Orlando Terranova Bernardo Graue      | Mini                   | 1:13:12                | –                      |
| 2.           | Robby Gordon Johnny Campbell          | Hummer       | 1:13:54      | +0:42        | 2.                     | Robby Gordon Johnny Campbell          | Hummer                 | 1:13:54                | +0:42                  |
| 3.           | Giniel de Villiers Dirk von Zitzewitz | Toyota       | 1:14:02      | +0:50        | 3.                     | Giniel de Villiers Dirk von Zitzewitz | Toyota                 | 1:14:02                | +0:50                  |

| ETAP 2       | ETAP 2                                | ETAP 2       | ETAP 2       | ETAP 2       | ETAP 2                 | ETAP 2                                | ETAP 2                 | ETAP 2                 | ETAP 2                 |
| Wyniki etapu | Wyniki etapu                          | Wyniki etapu | Wyniki etapu | Wyniki etapu | Klasyfikacja generalna | Klasyfikacja generalna                | Klasyfikacja generalna | Klasyfikacja generalna | Klasyfikacja generalna |
| Miejsce      | Zawodnik                              | Marka        | Czas         | Strata       | Miejsce                | Zawodnik                              | Marka                  | Czas                   | Strata                 |
| ------------ | ------------------------------------- | ------------ | ------------ | ------------ | ---------------------- | ------------------------------------- | ---------------------- | ---------------------- | ---------------------- |
| 1.           | Nasir al-Atijja Matthieu Baumel       | Mini         | 5:04:50      | –            | 1.                     | Nasir al-Atijja Matthieu Baumel       | Mini                   | 6:19:40                | –                      |
| 2.           | Giniel de Villiers Dirk von Zitzewitz | Toyota       | 5:13:20      | +8:30        | 2.                     | Giniel de Villiers Dirk von Zitzewitz | Toyota                 | 6:27:22                | +7:42                  |
| 3.           | Bernhard ten Brinke Tom Colsoul       | Toyota       | 5:14:54      | +10:04       | 3.                     | Bernhard ten Brinke Tom Colsoul       | Toyota                 | 6:29:22                | +9:42                  |

| ETAP 3       | ETAP 3                                | ETAP 3       | ETAP 3       | ETAP 3       | ETAP 3                 | ETAP 3                                | ETAP 3                 | ETAP 3                 | ETAP 3                 |
| Wyniki etapu | Wyniki etapu                          | Wyniki etapu | Wyniki etapu | Wyniki etapu | Klasyfikacja generalna | Klasyfikacja generalna                | Klasyfikacja generalna | Klasyfikacja generalna | Klasyfikacja generalna |
| Miejsce      | Zawodnik                              | Marka        | Czas         | Strata       | Miejsce                | Zawodnik                              | Marka                  | Czas                   | Strata                 |
| ------------ | ------------------------------------- | ------------ | ------------ | ------------ | ---------------------- | ------------------------------------- | ---------------------- | ---------------------- | ---------------------- |
| 1.           | Orlando Terranova Bernardo Graue      | Mini         | 2:57:28      | –            | 1.                     | Nasir al-Atijja Matthieu Baumel       | Mini                   | 9:21:26                | –                      |
| 2.           | Giniel de Villiers Dirk von Zitzewitz | Toyota       | 2:59:22      | +1:44        | 2.                     | Giniel de Villiers Dirk von Zitzewitz | Toyota                 | 9:26:44                | +5:18                  |
| 3.           | Yazeed Alrajhi Timo Gottschalk        | Toyota       | 3:00:20      | +2:52        | 3.                     | Orlando Terranova Bernardo Graue      | Mini                   | 9:39:31                | +18:05                 |

| ETAP 4       | ETAP 4                                | ETAP 4       | ETAP 4       | ETAP 4       | ETAP 4                 | ETAP 4                                | ETAP 4                 | ETAP 4                 | ETAP 4                 |
| Wyniki etapu | Wyniki etapu                          | Wyniki etapu | Wyniki etapu | Wyniki etapu | Klasyfikacja generalna | Klasyfikacja generalna                | Klasyfikacja generalna | Klasyfikacja generalna | Klasyfikacja generalna |
| Miejsce      | Zawodnik                              | Marka        | Czas         | Strata       | Miejsce                | Zawodnik                              | Marka                  | Czas                   | Strata                 |
| ------------ | ------------------------------------- | ------------ | ------------ | ------------ | ---------------------- | ------------------------------------- | ---------------------- | ---------------------- | ---------------------- |
| 1.           | Nasir al-Atijja Matthieu Baumel       | Mini         | 3:09:18      | –            | 1.                     | Nasir al-Atijja Matthieu Baumel       | Mini                   | 12:30:44               | –                      |
| 2.           | Nani Roma Michel Perin                | Mini         | 3:11:58      | +2:40        | 2.                     | Giniel de Villiers Dirk von Zitzewitz | Toyota                 | 12:38:59               | +8:15                  |
| 3.           | Giniel de Villiers Dirk von Zitzewitz | Toyota       | 3:12:15      | +2:57        | 3.                     | Yazeed Alrajhi Timo Gottschalk        | Toyota                 | 12:54:17               | +23:33                 |

| ETAP 5       | ETAP 5                                | ETAP 5       | ETAP 5       | ETAP 5       | ETAP 5                 | ETAP 5                                | ETAP 5                 | ETAP 5                 | ETAP 5                 |
| Wyniki etapu | Wyniki etapu                          | Wyniki etapu | Wyniki etapu | Wyniki etapu | Klasyfikacja generalna | Klasyfikacja generalna                | Klasyfikacja generalna | Klasyfikacja generalna | Klasyfikacja generalna |
| Miejsce      | Zawodnik                              | Marka        | Czas         | Strata       | Miejsce                | Zawodnik                              | Marka                  | Czas                   | Strata                 |
| ------------ | ------------------------------------- | ------------ | ------------ | ------------ | ---------------------- | ------------------------------------- | ---------------------- | ---------------------- | ---------------------- |
| 1.           | Vladimir Vasilyev Konstantin Zhiltsov | Mini         | 4:19:18      | –            | 1.                     | Nasir al-Atijja Matthieu Baumel       | Mini                   | 16:53:26               | –                      |
| 2.           | Yazeed Alrajhi Timo Gottschalk        | Toyota       | 4:19:38      | +0:20        | 2.                     | Giniel de Villiers Dirk von Zitzewitz | Toyota                 | 17:04:01               | +10:35                 |
| 3.           | Robby Gordon Johnny Campbell          | Hummer       | 4:20:43      | +1:25        | 3.                     | Yazeed Alrajhi Timo Gottschalk        | Toyota                 | 17:13:55               | +20:29                 |

| ETAP 6       | ETAP 6                                | ETAP 6       | ETAP 6       | ETAP 6       | ETAP 6                 | ETAP 6                                | ETAP 6                 | ETAP 6                 | ETAP 6                 |
| Wyniki etapu | Wyniki etapu                          | Wyniki etapu | Wyniki etapu | Wyniki etapu | Klasyfikacja generalna | Klasyfikacja generalna                | Klasyfikacja generalna | Klasyfikacja generalna | Klasyfikacja generalna |
| Miejsce      | Zawodnik                              | Marka        | Czas         | Strata       | Miejsce                | Zawodnik                              | Marka                  | Czas                   | Strata                 |
| ------------ | ------------------------------------- | ------------ | ------------ | ------------ | ---------------------- | ------------------------------------- | ---------------------- | ---------------------- | ---------------------- |
| 1.           | Nasir al-Atijja Matthieu Baumel       | Mini         | 2:37:18      | –            | 1.                     | Nasir al-Atijja Matthieu Baumel       | Mini                   | 19:30:44               | –                      |
| 2.           | Giniel de Villiers Dirk von Zitzewitz | Toyota       | 2:37:55      | +0:37        | 2.                     | Giniel de Villiers Dirk von Zitzewitz | Toyota                 | 19:41:56               | +11:12                 |
| 3.           | Nani Roma Michel Perin                | Mini         | 2:38:42      | +1:24        | 3.                     | Yazeed Alrajhi Timo Gottschalk        | Toyota                 | 19:59:28               | +28:44                 |

| ETAP 7       | ETAP 7                           | ETAP 7       | ETAP 7       | ETAP 7       | ETAP 7                 | ETAP 7                                | ETAP 7                 | ETAP 7                 | ETAP 7                 |
| Wyniki etapu | Wyniki etapu                     | Wyniki etapu | Wyniki etapu | Wyniki etapu | Klasyfikacja generalna | Klasyfikacja generalna                | Klasyfikacja generalna | Klasyfikacja generalna | Klasyfikacja generalna |
| Miejsce      | Zawodnik                         | Marka        | Czas         | Strata       | Miejsce                | Zawodnik                              | Marka                  | Czas                   | Strata                 |
| ------------ | -------------------------------- | ------------ | ------------ | ------------ | ---------------------- | ------------------------------------- | ---------------------- | ---------------------- | ---------------------- |
| 1.           | Orlando Terranova Bernardo Graue | Mini         | 3:31:18      | –            | 1.                     | Nasir al-Atijja Matthieu Baumel       | Mini                   | 23:11:50               | –                      |
| 2.           | Yazeed Alrajhi Timo Gottschalk   | Toyota       | 3:33:38      | +2:20        | 2.                     | Giniel de Villiers Dirk von Zitzewitz | Toyota                 | 23:20:04               | +8:14                  |
| 3.           | Bernhard ten Brinke Tom Colsoul  | Toyota       | 3:33:46      | +2:28        | 3.                     | Yazeed Alrajhi Timo Gottschalk        | Toyota                 | 23:33:06               | +21:16                 |

| ETAP 8       | ETAP 8                           | ETAP 8       | ETAP 8       | ETAP 8       | ETAP 8                 | ETAP 8                                | ETAP 8                 | ETAP 8                 | ETAP 8                 |
| Wyniki etapu | Wyniki etapu                     | Wyniki etapu | Wyniki etapu | Wyniki etapu | Klasyfikacja generalna | Klasyfikacja generalna                | Klasyfikacja generalna | Klasyfikacja generalna | Klasyfikacja generalna |
| Miejsce      | Zawodnik                         | Marka        | Czas         | Strata       | Miejsce                | Zawodnik                              | Marka                  | Czas                   | Strata                 |
| ------------ | -------------------------------- | ------------ | ------------ | ------------ | ---------------------- | ------------------------------------- | ---------------------- | ---------------------- | ---------------------- |
| 1.           | Yazeed Alrajhi Timo Gottschalk   | Toyota       | 3:26:49      | –            | 1.                     | Nasir al-Atijja Matthieu Baumel       | Mini                   | 26:41:15               | –                      |
| 2.           | Orlando Terranova Bernardo Graue | Mini         | 3:28:01      | +1:12        | 2.                     | Giniel de Villiers Dirk von Zitzewitz | Toyota                 | 26:49:42               | +8:27                  |
| 3.           | Nasir al-Atijja Matthieu Baumel  | Mini         | 3:29:25      | +2:36        | 3.                     | Yazeed Alrajhi Timo Gottschalk        | Toyota                 | 26:59:55               | +18:40                 |

| ETAP 9       | ETAP 9                                | ETAP 9       | ETAP 9       | ETAP 9       | ETAP 9                 | ETAP 9                                | ETAP 9                 | ETAP 9                 | ETAP 9                 |
| Wyniki etapu | Wyniki etapu                          | Wyniki etapu | Wyniki etapu | Wyniki etapu | Klasyfikacja generalna | Klasyfikacja generalna                | Klasyfikacja generalna | Klasyfikacja generalna | Klasyfikacja generalna |
| Miejsce      | Zawodnik                              | Marka        | Czas         | Strata       | Miejsce                | Zawodnik                              | Marka                  | Czas                   | Strata                 |
| ------------ | ------------------------------------- | ------------ | ------------ | ------------ | ---------------------- | ------------------------------------- | ---------------------- | ---------------------- | ---------------------- |
| 1.           | Nani Roma Michel Perin                | Mini         | 4:41:56      | –            | 1.                     | Nasir al-Atijja Matthieu Baumel       | Mini                   | 31:29:38               | –                      |
| 2.           | Nasir al-Atijja Matthieu Baumel       | Mini         | 4:48:23      | +6:27        | 2.                     | Giniel de Villiers Dirk von Zitzewitz | Toyota                 | 31:53:36               | +23:58                 |
| 3.           | Vladimir Vasilyev Konstantin Zhiltsov | Mini         | 4:57:48      | +15:52       | 3.                     | Yazeed Alrajhi Timo Gottschalk        | Toyota                 | 32:09:07               | +39:29                 |

| ETAP 10      | ETAP 10                          | ETAP 10      | ETAP 10      | ETAP 10      | ETAP 10                | ETAP 10                               | ETAP 10                | ETAP 10                | ETAP 10                |
| Wyniki etapu | Wyniki etapu                     | Wyniki etapu | Wyniki etapu | Wyniki etapu | Klasyfikacja generalna | Klasyfikacja generalna                | Klasyfikacja generalna | Klasyfikacja generalna | Klasyfikacja generalna |
| Miejsce      | Zawodnik                         | Marka        | Czas         | Strata       | Miejsce                | Zawodnik                              | Marka                  | Czas                   | Strata                 |
| ------------ | -------------------------------- | ------------ | ------------ | ------------ | ---------------------- | ------------------------------------- | ---------------------- | ---------------------- | ---------------------- |
| 1.           | Nasir al-Atijja Matthieu Baumel  | Mini         | 3:49:59      | –            | 1.                     | Nasir al-Atijja Matthieu Baumel       | Mini                   | 35:19:37               | –                      |
| 2.           | Orlando Terranova Bernardo Graue | Mini         | 3:51:34      | +1:35        | 2.                     | Giniel de Villiers Dirk von Zitzewitz | Toyota                 | 35:47:59               | +28:22                 |
| 3.           | Yazeed Alrajhi Timo Gottschalk   | Toyota       | 3:53:38      | +3:39        | 3.                     | Yazeed Alrajhi Timo Gottschalk        | Toyota                 | 36:02:45               | +43:08                 |

| ETAP 11      | ETAP 11                               | ETAP 11      | ETAP 11      | ETAP 11      | ETAP 11                | ETAP 11                               | ETAP 11                | ETAP 11                | ETAP 11                |
| Wyniki etapu | Wyniki etapu                          | Wyniki etapu | Wyniki etapu | Wyniki etapu | Klasyfikacja generalna | Klasyfikacja generalna                | Klasyfikacja generalna | Klasyfikacja generalna | Klasyfikacja generalna |
| Miejsce      | Zawodnik                              | Marka        | Czas         | Strata       | Miejsce                | Zawodnik                              | Marka                  | Czas                   | Strata                 |
| ------------ | ------------------------------------- | ------------ | ------------ | ------------ | ---------------------- | ------------------------------------- | ---------------------- | ---------------------- | ---------------------- |
| 1.           | Nasir al-Atijja Matthieu Baumel       | Mini         | 1:53:10      | –            | 1.                     | Nasir al-Atijja Matthieu Baumel       | Mini                   | 37:12:47               | –                      |
| 2.           | Orlando Terranova Bernardo Graue      | Mini         | 1:53:37      | +0:27        | 2.                     | Giniel de Villiers Dirk von Zitzewitz | Toyota                 | 37:41:48               | +29:01                 |
| 3.           | Giniel de Villiers Dirk von Zitzewitz | Toyota       | 1:53:49      | +1:39        | 3.                     | Krzysztof Hołowczyc Xavier Panseri    | Mini                   | 38:41:36               | +1:28:49               |

| ETAP 12      | ETAP 12                               | ETAP 12      | ETAP 12      | ETAP 12      | ETAP 12                | ETAP 12                               | ETAP 12                | ETAP 12                | ETAP 12                |
| Wyniki etapu | Wyniki etapu                          | Wyniki etapu | Wyniki etapu | Wyniki etapu | Klasyfikacja generalna | Klasyfikacja generalna                | Klasyfikacja generalna | Klasyfikacja generalna | Klasyfikacja generalna |
| Miejsce      | Zawodnik                              | Marka        | Czas         | Strata       | Miejsce                | Zawodnik                              | Marka                  | Czas                   | Strata                 |
| ------------ | ------------------------------------- | ------------ | ------------ | ------------ | ---------------------- | ------------------------------------- | ---------------------- | ---------------------- | ---------------------- |
| 1.           | Orlando Terranova Bernardo Graue      | Mini         | 3:04:06      | –            | 1.                     | Nasir al-Atijja Matthieu Baumel       | Mini                   | 40:18:30               | –                      |
| 2.           | Vladimir Vasilyev Konstantin Zhiltsov | Mini         | 3:04:36      | +0:30        | 2.                     | Giniel de Villiers Dirk von Zitzewitz | Toyota                 | 40:54:09               | +35:39                 |
| 3.           | Emiliano Spataro Benjamin Lozada      | Renault      | 3:05:35      | +1:29        | 3.                     | Krzysztof Hołowczyc Xavier Panseri    | Mini                   | 41:50:21               | +1:31:51               |

| ETAP 13      | ETAP 13                          | ETAP 13      | ETAP 13      | ETAP 13      | ETAP 13                | ETAP 13                               | ETAP 13                | ETAP 13                | ETAP 13                |
| Wyniki etapu | Wyniki etapu                     | Wyniki etapu | Wyniki etapu | Wyniki etapu | Klasyfikacja generalna | Klasyfikacja generalna                | Klasyfikacja generalna | Klasyfikacja generalna | Klasyfikacja generalna |
| Miejsce      | Zawodnik                         | Marka        | Czas         | Strata       | Miejsce                | Zawodnik                              | Marka                  | Czas                   | Strata                 |
| ------------ | -------------------------------- | ------------ | ------------ | ------------ | ---------------------- | ------------------------------------- | ---------------------- | ---------------------- | ---------------------- |
| 1.           | Robby Gordon Johnny Campbell     | Hummer       | 13:16        | –            | 1.                     | Nasir al-Atijja Matthieu Baumel       | Mini                   | 40:32:25               | –                      |
| 2.           | Leeroy Poulter Robert Howie      | Toyota       | 13:41        | +0:25        | 2.                     | Giniel de Villiers Dirk von Zitzewitz | Toyota                 | 41:07:59               | +35:34                 |
| 3.           | Emiliano Spataro Benjamin Lozada | Renault      | 13:45        | +0:29        | 3.                     | Krzysztof Hołowczyc Xavier Panseri    | Mini                   | 42:04:26               | +1:32:01               |

### Ciężarówki
| ETAP 1       | ETAP 1                                             | ETAP 1       | ETAP 1       | ETAP 1       | ETAP 1                 | ETAP 1                                             | ETAP 1                 | ETAP 1                 | ETAP 1                 |
| Wyniki etapu | Wyniki etapu                                       | Wyniki etapu | Wyniki etapu | Wyniki etapu | Klasyfikacja generalna | Klasyfikacja generalna                             | Klasyfikacja generalna | Klasyfikacja generalna | Klasyfikacja generalna |
| Miejsce      | Zawodnik                                           | Marka        | Czas         | Strata       | Miejsce                | Zawodnik                                           | Marka                  | Czas                   | Strata                 |
| ------------ | -------------------------------------------------- | ------------ | ------------ | ------------ | ---------------------- | -------------------------------------------------- | ---------------------- | ---------------------- | ---------------------- |
| 1.           | Hans Stacey Serge Bruynkens Bernard der Kinderen   | Iveco        | 1:30:43      | –            | 1.                     | Hans Stacey Serge Bruynkens Bernard der Kinderen   | Iveco                  | 1:30:43                | –                      |
| 2.           | Marcel van Vliet Marcel Pronk Artur Klein          | MAN          | 1:31:18      | +0:35        | 2.                     | Marcel van Vliet Marcel Pronk Artur Klein          | MAN                    | 1:31:18                | +0:35                  |
| 3.           | Ales Loprais Ferran Marco Alcayna Jan van der Vaet | MAN          | 1:31:30      | +0:47        | 3.                     | Ales Loprais Ferran Marco Alcayna Jan van der Vaet | MAN                    | 1:31:30                | +0:47                  |

| ETAP 2       | ETAP 2                                                | ETAP 2       | ETAP 2       | ETAP 2       | ETAP 2                 | ETAP 2                                                | ETAP 2                 | ETAP 2                 | ETAP 2                 |
| Wyniki etapu | Wyniki etapu                                          | Wyniki etapu | Wyniki etapu | Wyniki etapu | Klasyfikacja generalna | Klasyfikacja generalna                                | Klasyfikacja generalna | Klasyfikacja generalna | Klasyfikacja generalna |
| Miejsce      | Zawodnik                                              | Marka        | Czas         | Strata       | Miejsce                | Zawodnik                                              | Marka                  | Czas                   | Strata                 |
| ------------ | ----------------------------------------------------- | ------------ | ------------ | ------------ | ---------------------- | ----------------------------------------------------- | ---------------------- | ---------------------- | ---------------------- |
| 1.           | Edward Nikołajew Jewgienij Jakowlew Rusłan Achmadajew | KAMAZ        | 3:34:01      | –            | 1.                     | Hans Stacey Serge Bruynkens Bernard der Kinderen      | Iveco                  | 5:06:11                | –                      |
| 2.           | Siarhiej Wiazowicz Paweł Haranin Andriej Żychulin     | MAN          | 3:34:47      | +0:46        | 2.                     | Edward Nikołajew Jewgienij Jakowlew Rusłan Achmadajew | KAMAZ                  | 5:06:31                | +0:20                  |
| 3.           | Ajrat Mardiejew Ajrad Bieljajew Dmitrij Swistunow     | KAMAZ        | 3:34:50      | +0:49        | 3.                     | Martin Kolomy Rene Kilian David Kilian                | Tatra                  | 5:07:12                | +1:01                  |

| ETAP 3       | ETAP 3                                            | ETAP 3       | ETAP 3       | ETAP 3       | ETAP 3                 | ETAP 3                                             | ETAP 3                 | ETAP 3                 | ETAP 3                 |
| Wyniki etapu | Wyniki etapu                                      | Wyniki etapu | Wyniki etapu | Wyniki etapu | Klasyfikacja generalna | Klasyfikacja generalna                             | Klasyfikacja generalna | Klasyfikacja generalna | Klasyfikacja generalna |
| Miejsce      | Zawodnik                                          | Marka        | Czas         | Strata       | Miejsce                | Zawodnik                                           | Marka                  | Czas                   | Strata                 |
| ------------ | ------------------------------------------------- | ------------ | ------------ | ------------ | ---------------------- | -------------------------------------------------- | ---------------------- | ---------------------- | ---------------------- |
| 1.           | Ajrat Mardiejew Ajrad Bieljajew Dmitrij Swistunow | KAMAZ        | 3:19:06      | –            | 1.                     | Ajrat Mardiejew Ajrad Bieljajew Dmitrij Swistunow  | KAMAZ                  | 8:26:22                | –                      |
| 2.           | Andriej Karginow Andriej Mokiejew Igor Leonow     | KAMAZ        | 3:20:57      | +1:51        | 2.                     | Ales Loprais Ferran Marco Alcayna Jan van der Vaet | MAN                    | 8:34:17                | +7:55                  |
| 3.           | Gerard de Rooy Dariusz Rodewald Jurgen Damen      | Iveco        | 3:23:36      | +4:30        | 3.                     | Andriej Karginow Andriej Mokiejew Igor Leonow      | KAMAZ                  | 8:34:20                | +7:58                  |

| ETAP 4       | ETAP 4                                                | ETAP 4       | ETAP 4       | ETAP 4       | ETAP 4                 | ETAP 4                                                | ETAP 4                 | ETAP 4                 | ETAP 4                 |
| Wyniki etapu | Wyniki etapu                                          | Wyniki etapu | Wyniki etapu | Wyniki etapu | Klasyfikacja generalna | Klasyfikacja generalna                                | Klasyfikacja generalna | Klasyfikacja generalna | Klasyfikacja generalna |
| Miejsce      | Zawodnik                                              | Marka        | Czas         | Strata       | Miejsce                | Zawodnik                                              | Marka                  | Czas                   | Strata                 |
| ------------ | ----------------------------------------------------- | ------------ | ------------ | ------------ | ---------------------- | ----------------------------------------------------- | ---------------------- | ---------------------- | ---------------------- |
| 1.           | Edward Nikołajew Jewgienij Jakowlew Rusłan Achmadajew | KAMAZ        | 2:06:54      | –            | 1.                     | Ajrat Mardiejew Ajrad Bieljajew Dmitrij Swistunow     | KAMAZ                  | 10:39:26               | –                      |
| 2.           | Andriej Karginow Andriej Mokiejew Igor Leonow         | KAMAZ        | 2:07:51      | +0:57        | 2.                     | Edward Nikołajew Jewgienij Jakowlew Rusłan Achmadajew | KAMAZ                  | 10:41:23               | +1:57                  |
| 3.           | Ajrat Mardiejew Ajrad Bieljajew Dmitrij Swistunow     | KAMAZ        | 2:13:04      | +6:10        | 3.                     | Andriej Karginow Andriej Mokiejew Igor Leonow         | KAMAZ                  | 10:42:11               | +2:45                  |

| ETAP 5       | ETAP 5                                                | ETAP 5       | ETAP 5       | ETAP 5       | ETAP 5                 | ETAP 5                                                | ETAP 5                 | ETAP 5                 | ETAP 5                 |
| Wyniki etapu | Wyniki etapu                                          | Wyniki etapu | Wyniki etapu | Wyniki etapu | Klasyfikacja generalna | Klasyfikacja generalna                                | Klasyfikacja generalna | Klasyfikacja generalna | Klasyfikacja generalna |
| Miejsce      | Zawodnik                                              | Marka        | Czas         | Strata       | Miejsce                | Zawodnik                                              | Marka                  | Czas                   | Strata                 |
| ------------ | ----------------------------------------------------- | ------------ | ------------ | ------------ | ---------------------- | ----------------------------------------------------- | ---------------------- | ---------------------- | ---------------------- |
| 1.           | Edward Nikołajew Jewgienij Jakowlew Rusłan Achmadajew | KAMAZ        | 4:34:55      | –            | 1.                     | Edward Nikołajew Jewgienij Jakowlew Rusłan Achmadajew | KAMAZ                  | 15:16:18               | -                      |
| 2.           | Ajrat Mardiejew Ajrad Bieljajew Dmitrij Swistunow     | KAMAZ        | 4:44:53      | +9:58        | 2.                     | Ajrat Mardiejew Ajrad Bieljajew Dmitrij Swistunow     | KAMAZ                  | 15:24:19               | +8:01                  |
| 3.           | Siarhiej Wiazowicz Paweł Haranin Andriej Żychulin     | MAN          | 4:50:41      | +15:46       | 3.                     | Ales Loprais Ferran Marco Alcayna Jan van der Vaet    | MAN                    | 15:43:46               | +27:28                 |

| ETAP 6       | ETAP 6                                                | ETAP 6       | ETAP 6       | ETAP 6       | ETAP 6                 | ETAP 6                                                | ETAP 6                 | ETAP 6                 | ETAP 6                 |
| Wyniki etapu | Wyniki etapu                                          | Wyniki etapu | Wyniki etapu | Wyniki etapu | Klasyfikacja generalna | Klasyfikacja generalna                                | Klasyfikacja generalna | Klasyfikacja generalna | Klasyfikacja generalna |
| Miejsce      | Zawodnik                                              | Marka        | Czas         | Strata       | Miejsce                | Zawodnik                                              | Marka                  | Czas                   | Strata                 |
| ------------ | ----------------------------------------------------- | ------------ | ------------ | ------------ | ---------------------- | ----------------------------------------------------- | ---------------------- | ---------------------- | ---------------------- |
| 1.           | Edward Nikołajew Jewgienij Jakowlew Rusłan Achmadajew | KAMAZ        | 2:54:28      | –            | 1.                     | Edward Nikołajew Jewgienij Jakowlew Rusłan Achmadajew | KAMAZ                  | 18:10:46               | –                      |
| 2.           | Ajrat Mardiejew Ajrad Bieljajew Dmitrij Swistunow     | KAMAZ        | 3:00:05      | +5:37        | 2.                     | Ajrat Mardiejew Ajrad Bieljajew Dmitrij Swistunow     | KAMAZ                  | 18:24:24               | +13:38                 |
| 3.           | Andriej Karginow Andriej Mokiejew Igor Leonow         | KAMAZ        | 3:05:08      | +10:40       | 3.                     | Andriej Karginow Andriej Mokiejew Igor Leonow         | KAMAZ                  | 18:49:02               | +38:16                 |

| ETAP 7       | ETAP 7                                             | ETAP 7       | ETAP 7       | ETAP 7       | ETAP 7                 | ETAP 7                                                 | ETAP 7                 | ETAP 7                 | ETAP 7                 |
| Wyniki etapu | Wyniki etapu                                       | Wyniki etapu | Wyniki etapu | Wyniki etapu | Klasyfikacja generalna | Klasyfikacja generalna                                 | Klasyfikacja generalna | Klasyfikacja generalna | Klasyfikacja generalna |
| Miejsce      | Zawodnik                                           | Marka        | Czas         | Strata       | Miejsce                | Zawodnik                                               | Marka                  | Czas                   | Strata                 |
| ------------ | -------------------------------------------------- | ------------ | ------------ | ------------ | ---------------------- | ------------------------------------------------------ | ---------------------- | ---------------------- | ---------------------- |
| 1.           | Ales Loprais Ferran Marco Alcayna Jan van der Vaet | MAN          | 4:02:54      | –            | 1.                     | Ajrat Mardiejew Ajrad Bieljajew Dmitrij Swistunow      | KAMAZ                  | 22:35:32               | –                      |
| 2.           | Gerard de Rooy Dariusz Rodewald Jurgen Damen       | Iveco        | 4:08:33      | +5:39        | 2.                     | Andriej Karginow Andriej Mokiejew Igor Leonow          | KAMAZ                  | 22:57:45               | +22:13                 |
| 3.           | Andriej Karginow Andriej Mokiejew Igor Leonow      | KAMAZ        | 4:08:43      | +5:49        | 3.                     | Dmitrij Sotnikow Wiaczesław Mizjukajew Andriej Afierin | KAMAZ                  | 23:19:38               | +44:06                 |

| ETAP 8       | ETAP 8                                                | ETAP 8       | ETAP 8       | ETAP 8       | ETAP 8                 | ETAP 8                                                | ETAP 8                 | ETAP 8                 | ETAP 8                 |
| Wyniki etapu | Wyniki etapu                                          | Wyniki etapu | Wyniki etapu | Wyniki etapu | Klasyfikacja generalna | Klasyfikacja generalna                                | Klasyfikacja generalna | Klasyfikacja generalna | Klasyfikacja generalna |
| Miejsce      | Zawodnik                                              | Marka        | Czas         | Strata       | Miejsce                | Zawodnik                                              | Marka                  | Czas                   | Strata                 |
| ------------ | ----------------------------------------------------- | ------------ | ------------ | ------------ | ---------------------- | ----------------------------------------------------- | ---------------------- | ---------------------- | ---------------------- |
| 1.           | Edward Nikołajew Jewgienij Jakowlew Rusłan Achmadajew | KAMAZ        | 3:25:47      | –            | 1.                     | Ajrat Mardiejew Ajrad Bieljajew Dmitrij Swistunow     | KAMAZ                  | 26:33:21               | –                      |
| 2.           | Gerard de Rooy Dariusz Rodewald Jurgen Damen          | Iveco        | 3:37:03      | +11:16       | 2.                     | Andriej Karginow Andriej Mokiejew Igor Leonow         | KAMAZ                  | 26:38:30               | +5:09                  |
| 3.           | Andriej Karginow Andriej Mokiejew Igor Leonow         | KAMAZ        | 3:40:45      | +14:58       | 3.                     | Edward Nikołajew Jewgienij Jakowlew Rusłan Achmadajew | KAMAZ                  | 26:46:02               | +12:41                 |

| ETAP 9       | ETAP 9                                                | ETAP 9       | ETAP 9       | ETAP 9       | ETAP 9                 | ETAP 9                                                | ETAP 9                 | ETAP 9                 | ETAP 9                 |
| Wyniki etapu | Wyniki etapu                                          | Wyniki etapu | Wyniki etapu | Wyniki etapu | Klasyfikacja generalna | Klasyfikacja generalna                                | Klasyfikacja generalna | Klasyfikacja generalna | Klasyfikacja generalna |
| Miejsce      | Zawodnik                                              | Marka        | Czas         | Strata       | Miejsce                | Zawodnik                                              | Marka                  | Czas                   | Strata                 |
| ------------ | ----------------------------------------------------- | ------------ | ------------ | ------------ | ---------------------- | ----------------------------------------------------- | ---------------------- | ---------------------- | ---------------------- |
| 1.           | Ajrat Mardiejew Ajrad Bieljajew Dmitrij Swistunow     | KAMAZ        | 5:19:29      | –            | 1.                     | Ajrat Mardiejew Ajrad Bieljajew Dmitrij Swistunow     | KAMAZ                  | 31:52:50               | –                      |
| 2.           | Edward Nikołajew Jewgienij Jakowlew Rusłan Achmadajew | KAMAZ        | 5:20:58      | +1:29        | 2.                     | Edward Nikołajew Jewgienij Jakowlew Rusłan Achmadajew | KAMAZ                  | 32:07:00               | +14:10                 |
| 3.           | Gerard de Rooy Dariusz Rodewald Jurgen Damen          | Iveco        | 5:26:34      | +7:05        | 3.                     | Andriej Karginow Andriej Mokiejew Igor Leonow         | KAMAZ                  | 32:13:32               | +20:42                 |

| ETAP 10      | ETAP 10                                               | ETAP 10      | ETAP 10      | ETAP 10      | ETAP 10                | ETAP 10                                               | ETAP 10                | ETAP 10                | ETAP 10                |
| Wyniki etapu | Wyniki etapu                                          | Wyniki etapu | Wyniki etapu | Wyniki etapu | Klasyfikacja generalna | Klasyfikacja generalna                                | Klasyfikacja generalna | Klasyfikacja generalna | Klasyfikacja generalna |
| Miejsce      | Zawodnik                                              | Marka        | Czas         | Strata       | Miejsce                | Zawodnik                                              | Marka                  | Czas                   | Strata                 |
| ------------ | ----------------------------------------------------- | ------------ | ------------ | ------------ | ---------------------- | ----------------------------------------------------- | ---------------------- | ---------------------- | ---------------------- |
| 1.           | Edward Nikołajew Jewgienij Jakowlew Rusłan Achmadajew | KAMAZ        | 4:18:17      | –            | 1.                     | Ajrat Mardiejew Ajrad Bieljajew Dmitrij Swistunow     | KAMAZ                  | 36:11:56               | –                      |
| 2.           | Ajrat Mardiejew Ajrad Bieljajew Dmitrij Swistunow     | KAMAZ        | 4:19:06      | +0:49        | 2.                     | Edward Nikołajew Jewgienij Jakowlew Rusłan Achmadajew | KAMAZ                  | 36:25:17               | +13:21                 |
| 3.           | Siarhiej Wiazowicz Paweł Haranin Andriej Żychulin     | MAN          | 4:19:36      | +1:19        | 3.                     | Andriej Karginow Andriej Mokiejew Igor Leonow         | KAMAZ                  | 36:54:42               | +42:46                 |

| ETAP 11      | ETAP 11                                               | ETAP 11      | ETAP 11      | ETAP 11      | ETAP 11                | ETAP 11                                               | ETAP 11                | ETAP 11                | ETAP 11                |
| Wyniki etapu | Wyniki etapu                                          | Wyniki etapu | Wyniki etapu | Wyniki etapu | Klasyfikacja generalna | Klasyfikacja generalna                                | Klasyfikacja generalna | Klasyfikacja generalna | Klasyfikacja generalna |
| Miejsce      | Zawodnik                                              | Marka        | Czas         | Strata       | Miejsce                | Zawodnik                                              | Marka                  | Czas                   | Strata                 |
| ------------ | ----------------------------------------------------- | ------------ | ------------ | ------------ | ---------------------- | ----------------------------------------------------- | ---------------------- | ---------------------- | ---------------------- |
| 1.           | Hans Stacey Serge Bruynkens Bernard der Kinderen      | Iveco        | 2:08:11      | –            | 1.                     | Ajrat Mardiejew Ajrad Bieljajew Dmitrij Swistunow     | KAMAZ                  | 38:24:13               | –                      |
| 2.           | Gerard de Rooy Dariusz Rodewald Jurgen Damen          | Iveco        | 2:09:21      | +1:10        | 2.                     | Edward Nikołajew Jewgienij Jakowlew Rusłan Achmadajew | KAMAZ                  | 38:35:24               | +11:11                 |
| 3.           | Edward Nikołajew Jewgienij Jakowlew Rusłan Achmadajew | KAMAZ        | 2:10:07      | +1:56        | 3.                     | Andriej Karginow Andriej Mokiejew Igor Leonow         | KAMAZ                  | 39:11:57               | +47:44                 |

| ETAP 12      | ETAP 12                                          | ETAP 12      | ETAP 12      | ETAP 12      | ETAP 12                | ETAP 12                                               | ETAP 12                | ETAP 12                | ETAP 12                |
| Wyniki etapu | Wyniki etapu                                     | Wyniki etapu | Wyniki etapu | Wyniki etapu | Klasyfikacja generalna | Klasyfikacja generalna                                | Klasyfikacja generalna | Klasyfikacja generalna | Klasyfikacja generalna |
| Miejsce      | Zawodnik                                         | Marka        | Czas         | Strata       | Miejsce                | Zawodnik                                              | Marka                  | Czas                   | Strata                 |
| ------------ | ------------------------------------------------ | ------------ | ------------ | ------------ | ---------------------- | ----------------------------------------------------- | ---------------------- | ---------------------- | ---------------------- |
| 1.           | Hans Stacey Serge Bruynkens Bernard der Kinderen | Iveco        | 3:33:39      | –            | 1.                     | Ajrat Mardiejew Ajrad Bieljajew Dmitrij Swistunow     | KAMAZ                  | 41:59:07               | –                      |
| 2.           | Marcel van Vliet Marcel Pronk Artur Klein        | MAN          | 3:33:57      | +0:18        | 2.                     | Edward Nikołajew Jewgienij Jakowlew Rusłan Achmadajew | KAMAZ                  | 42:11:50               | +12:43                 |
| 3.           | Gerard de Rooy Dariusz Rodewald Jurgen Damen     | Iveco        | 3:34:07      | +0:28        | 3.                     | Andriej Karginow Andriej Mokiejew Igor Leonow         | KAMAZ                  | 42:47:47               | +48:40                 |

| ETAP 13      | ETAP 13                                           | ETAP 13      | ETAP 13      | ETAP 13      | ETAP 13                | ETAP 13                                               | ETAP 13                | ETAP 13                | ETAP 13                |
| Wyniki etapu | Wyniki etapu                                      | Wyniki etapu | Wyniki etapu | Wyniki etapu | Klasyfikacja generalna | Klasyfikacja generalna                                | Klasyfikacja generalna | Klasyfikacja generalna | Klasyfikacja generalna |
| Miejsce      | Zawodnik                                          | Marka        | Czas         | Strata       | Miejsce                | Zawodnik                                              | Marka                  | Czas                   | Strata                 |
| ------------ | ------------------------------------------------- | ------------ | ------------ | ------------ | ---------------------- | ----------------------------------------------------- | ---------------------- | ---------------------- | ---------------------- |
| 1.           | Hans Stacey Serge Bruynkens Bernard der Kinderen  | Iveco        | 20:31        | –            | 1.                     | Ajrat Mardiejew Ajrad Bieljajew Dmitrij Swistunow     | KAMAZ                  | 42:22:01               | –                      |
| 2.           | Marcel van Vliet Marcel Pronk Artur Klein         | MAN          | 21:52        | +1:21        | 2.                     | Edward Nikołajew Jewgienij Jakowlew Rusłan Achmadajew | KAMAZ                  | 42:35:53               | +13:52                 |
| 3.           | Ajrat Mardiejew Ajrad Bieljajew Dmitrij Swistunow | KAMAZ        | 22:54        | +2:23        | 3.                     | Andriej Karginow Andriej Mokiejew Igor Leonow         | KAMAZ                  | 43:13:01               | +51:00                 |

## Klasyfikacje końcowe

### Motocykle
| Miejsce | Numer | Kierowca          | Marka  | Zespół                       | Czas     | Strata   |
| ------- | ----- | ----------------- | ------ | ---------------------------- | -------- | -------- |
| 1       | 1     | Marc Coma         | KTM    | Red Bull KTM Factory Racing  | 46:03:49 |          |
| 2       | 7     | Paulo Gonçalves   | Honda  | HRC Rally                    | 46:20:42 | +16:53   |
| 3       | 26    | Toby Price        | KTM    | KTM Rally Factory Team       | 46:27:03 | +23:14   |
| 4       | 31    | Pablo Quintanilla | KTM    | Transportes Artisa           | 46:42:27 | +38:38   |
| 5       | 18    | Štefan Svitko     | KTM    | Slovnaft Team                | 46:48:06 | +44:17   |
| 6       | 11    | Ruben Faria       | KTM    | Red Bull KTM Factory Racing  | 48:01:39 | +1:57:50 |
| 7       | 9     | David Casteu      | KTM    | Team Casteu                  | 48:04:03 | +2:00:14 |
| 8       | 21    | Ivan Jakeš        | KTM    | Jakes Dakar Team             | 48:22:07 | +2:18:18 |
| 9       | 29    | Laia Sanz         | Honda  | Honda Rally                  | 48:28:10 | +2:24:21 |
| 10      | 3     | Olivier Pain      | Yamaha | Yamaha Factory Racing        | 49:12:58 | +3:09:09 |
| ...     |       |                   |        |                              |          |          |
| 18      | 8     | Jakub Przygoński  | KTM    | Orlen KTM Rally Factory Team | 52:25:01 | +6:21:12 |

### Quady
| Miejsce | Numer | Kierowca                        | Marka  | Czas     | Strata    |
| ------- | ----- | ------------------------------- | ------ | -------- | --------- |
| 1       | 251   | Rafał Sonik                     | Yamaha | 57:18:39 |           |
| 2       | 261   | Jeremias González Ferioli       | Yamaha | 60:13:29 | +2:54:50  |
| 3       | 283   | Walter Nosiglia                 | Honda  | 61:01:35 | +3:42:56  |
| 4       | 256   | Nelson Augusto Sanabria Galeano | Yamaha | 61:28:36 | +4:09:57  |
| 5       | 260   | Christophe Declerck             | Yamaha | 63:07:19 | +5:48:40  |
| 6       | 270   | Daniel Domaszewski              | Honda  | 65:54:49 | +8:36:10  |
| 7       | 257   | Sebastián Palma                 | Can-Am | 67:48:53 | +10:30:14 |
| 8       | 265   | Santiago Hansen                 | Honda  | 70:43:09 | +13:24:30 |
| 9       | 286   | Willem Saaijman                 | Yamaha | 70:47:17 | +13:28:38 |
| 10      | 295   | André Suguita                   | Can-Am | 79:39:53 | +22:21:14 |

### Samochody
| Miejsce | Numer | Kierowca            | Pilot              | Marka        | Zespół                     | Czas     | Strata    |
| ------- | ----- | ------------------- | ------------------ | ------------ | -------------------------- | -------- | --------- |
| 1       | 301   | Nasser Al-Attiyah   | Matthieu Baumel    | Mini         | Qatar Raid Team            | 40:32:25 |           |
| 2       | 303   | Giniel de Villiers  | Dirk von Zitzewitz | Toyota       | Imperial Toyota            | 41:07:59 | +35:54    |
| 3       | 307   | Krzysztof Hołowczyc | Xavier Panseri     | Mini         | Monster Energy X-Raid Team | 42:04:26 | +1:32:01  |
| 4       | 314   | Erik van Loon       | Wouter Rosegaar    | Mini         | XDakar                     | 43:34:17 | +3:01:52  |
| 5       | 310   | Władimir Wasiljew   | Konstantyn Żylcow  | Mini         | G-Energy Team              | 43:45:06 | +3:12:41  |
| 6       | 309   | Christian Lavieille | Pascal Maimon      | Toyota       | Overdrive                  | 43:48:23 | +3:15:58  |
| 7       | 315   | Bernhard ten Brinke | Tom Colsoul        | Toyota       | Overdrive                  | 44:14:27 | +3:42:02  |
| 8       | 306   | Carlos Sousa        | Paulo Fiuza        | Mitsubishi   | Mitsubishi Petrobras       | 44:17:24 | +3:44:59  |
| 9       | 329   | Aidyn Rachimbajew   | Anton Nikołajew    | Mini         | Astana Dakar Team          | 44:41:09 | +4:08:44  |
| 10      | 320   | Ronan Chabot        | Gilles Pillot      | SMG          | Toys Motors-SMG            | 45:15:01 | +4:42:36  |
| ...     |       |                     |                    |              |                            |          |           |
| 23      | 311   | Marek Dąbrowski     | Mark Powell        | Hilux Toyota | Orlen Team                 | 51:41:08 | +11:08:43 |
| 33      | 368   | Piotr Beaupre       | Jacek Lisicki      | X3 CC BMW    | Neoraid                    | 55:21:32 | +14:49:07 |

### Ciężarówki
| Miejsce | Numer. | Kierowca              | Piloci                                 | Marka      | Zespół                      | Czas     | Strata    |
| ------- | ------ | --------------------- | -------------------------------------- | ---------- | --------------------------- | -------- | --------- |
| 1       | 507    | Ajrat Mardiejew       | Ajdar Bieljajew Dmitrij Swistunow      | Kamaz      | Kamaz-Master                | 42:22:01 |           |
| 2       | 502    | Eduard Nikołajew      | Jewgienij Jakowlew Rusłan Achmadajew   | Kamaz      | Kamaz-Master                | 42:35:53 | +13:52    |
| 3       | 500    | Andriej Karginow      | Andriej Mokiejew Igor Leonow           | Kamaz      | Kamaz-Master                | 43:13:01 | +51:00    |
| 4       | 503    | Aleš Loprais          | Ferran Alcayna Jan van der Vaet        | MAN        | Eurol/Veka MAN Rally Team   | 44:18:38 | +1:56:37  |
| 5       | 520    | Dmitrij Sotnikow      | Igor Dewiatkin Andriej Afierin         | Kamaz      | Kamaz-Master                | 44:46:33 | +2:24:32  |
| 6       | 504    | Hans Stacey           | Serge Bruynkens Bernard der Kinderen   | Iveco      | Petronas Team De Rooy Iveco | 44:51:30 | +2:29:29  |
| 7       | 506    | Martin Kolomý         | David Kilián René Kilián               | Tatra      | Tatra Buggyra Racing        | 46:29:30 | +4:07:29  |
| 8       | 508    | Marcel van Vliet      | Marcel Pronk Artur Klein               | MAN        | Eurol/Veka MAN Rally Team   | 46:41:42 | +4:19:41  |
| 9       | 501    | Gerard de Rooy        | Dariusz Rodewald Jurgen Damen          | Iveco      | Petronas Team De Rooy Iveco | 49:30:42 | +7:08:41  |
| 10      | 535    | Aliaksandr Wasilewski | Walerij Kazlouski Anton Zaparoszczanka | MAZ        | MAZ                         | 49:31:00 | +7:08:59  |
| ...     |        |                       |                                        |            |                             |          |           |
| 19      | 539    | Robert Szustkowski    | Jarosław Kazberuk Filip Skrobanek      | Lotto Team | Tatra                       | 55:04:06 | +12:42:05 |